# David Perrin
Pour les articles homonymes, voir Perrin.
David Perrin, né le 23 octobre 1929 à Paris 14e et mort le 21 juin 2016 dans cette même ville, est un biologiste français, chercheur à l'Institut Pasteur et élève du Prix Nobel Jacques Monod,.

## Biographie
David Perrin a effectué sa carrière à l'Institut Pasteur à Paris. Il était chercheur à l'Institut de génétique et de biologie moléculaire et cellulaire (IGBMC) ainsi que responsable de l'unité de programmation moléculaire et de toxicologie génétique. Il a été l'un des élèves du Prix Nobel de physiologie Jacques Monod. 

### Travaux
En 1960, avec François Jacob, Carmen Sanchez et Jacques Monod, il propose le concept d'opéron pour le contrôle de l'expression des gènes bactériens,. 
En 1976, David Perrin est nommé par François Gros chef de l'unité de génie génétique de l'Institut Pasteur. Avec Pierre Tiollais et Maurice Hofnung, il développe des vecteurs de clonage. Le but de l'unité est de développer le clonage dans les cellules de mammifères. Avec Maurice Hofnung, il développe un nouveau phage pour la somatostatine.
Jérôme Segal décrit ainsi en 2002 la contribution apportée par le travail de recherche de David Perrin à l'Institut Pasteur, dans son article Les premiers « replieurs » français: Michel Goldberg à l’Institut Pasteur et Jeannine Yon à Orsay:

« Michel Goldberg (en) intègre ensuite le service de biochimie cellulaire dirigé par le professeur Monod dans lequel David Perrin, le petit-fils de Jean Perrin, avait réalisé des expériences importantes de dénaturation et renaturation: il s’agissait de déformer des protéines et de leur redonner ensuite leur forme originale. Il avait utilisé pour cela une protéine tétramère (divisée en quatre sous-unités), la bêta-galactosidase, dont chaque chaîne est composée de plus de mille acides aminés, soit beaucoup plus que pour la ribonucléase monomère qui avait servi aux travaux de Christian Anfinsen. »

### Famille
David Perrin était le fils du physicien Francis Perrin et de Colette Auger, ainsi que le petit-fils du physicien Jean Perrin par son père, et du chimiste Victor Auger par sa mère. Il faisait partie du cercle de scientifiques installés à Sorbonne Plage dans les Côtes-d'Armor,.

## Domaines de recherche
- Biologie moléculaire, biologie cellulaire, recherche contre le cancer, immunologie, biologie du développement, biochimie, chimie biologique, immunochimie.

## Sélection de publications
- The operon: a group of genes with expression coordinated by an operator, avec François Jacob, Carmen Sanchez et Stuart J Edelstein, Comptes rendus hebdomadaires des séances de l'Académie des sciences, Paris, 1960.
- L'opéron: groupe de gènes à expression coordonnée par un opérateur, avec François Jacob, Carmen Sanchez et Jacques Monod, Comptes rendus hebdomadaires des séances de l'Académie des sciences, Paris, 1960.
- Determination of molecular weight of proteins and protein subunits in the presence of 6M guanidine hydrochloride, avec Ágnes Ullmann, Michel Goldberg et Jacques Monod.
- Identification and purification of a peptide segment of the beta-galactosidase of Escherichia coli by complementation in vitro, avec Agnès Ullmann, François Jacob et Jacques Monod.
- Identification par complémentation in vitro et purification d'un segment peptidique de la beta-galactosidase d'Escherichia coli, avec Agnès Ullmann, François Jacob et Jacques Monod.
- On the reversibility by treatment with urea of the thermal inactivation of Escherichia coli beta-galactosidase, avec Jacques Monod.
- The Operon: a group of geries whose expression is coordinated by an operator, avec François Jacob, Carmen Sanchez et Jacques Monod.